# Paloma Gómez Borrero
María Paloma Gómez Borrero (Madrid, 18 agosto 1934 – Madrid, 24 marzo 2017) è stata una giornalista e scrittrice spagnola.

## Biografia
Discendente, da parte di sua madre, di Juan Álvarez Mendizábal. Suo nonno, il generale Borrero, ha svolto un ruolo di primo piano nelle truppe di Isabella II durante le guerre carliste. Si è laureata in giornalismo e ha lavorato come inviata speciale per il settimanale Sábado Gráfico in Germania, Austria e nel Regno Unito.
Era sposata con Alberto de Marchis e madre di tre figli: Ranieri, Carlo e Giorgio.

## Carriera
Per dodici anni è stata corrispondente per TVE in l'Italia e in Vaticano, diventando la prima donna corrispondente all'estero per la televisione nazionale, ma venne rimosso dal suo incarico nel 1983 per decisione del direttore personale poi di RTVE, José María Calviño.
Successivamente ha lavorato in molte delle riviste che hanno portato Maria Teresa Campos: Pasa la vida (1991-1996), Día a día (1996-2004) e Cada día (2004-2005). Inoltre è stata una corrispondente di Venevisión (Venezuela) e Teve-Hoy (Colombia). Tra agosto 2007 e il 2012 ha collaborato al programma di Telecinco La Noria, condotto da Jordi González.
Fino al giugno 2012 è stata corrispondente della catena COPE. Ha accompagnato Giovanni Paolo II nei suoi 104 viaggi (5 dei quali in Spagna) in 160 paesi.

## Opere
- Huracán Wojtyla
- Abuela, háblame del Papa
- Juan Pablo, amigo
- Adiós, Juan Pablo, amigo
- Dos Papas, una familia
- La Alegría
- A vista de Paloma
- Caminando por Roma
- Los fantasmas de Roma
- Los fantasmas de Italia
- Una guía del viajero para el jubileo
- De Benedicto a Francisco. El cónclave  del cambio
- El Libro de la pasta
- Pasta, pizza y mucho más
- Comiendo con Paloma Gómez Borrero
- Cocina sin sal
- Nutrición infantil